# Tschirpan

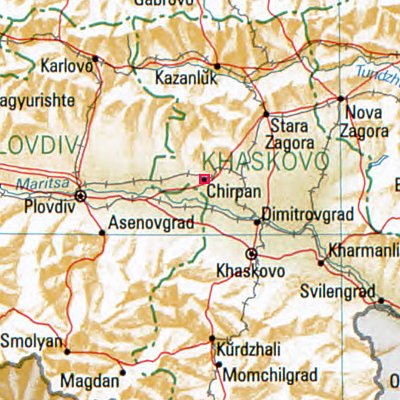
Tschirpan (rotes Viereck) – Bulgarien – Nachbarorte: Dimitrowgrad, Chaskowo, Assenowgrad, Plowdiw, Karlowo, Kasanlak, Stara Sagora, Nowa Sagora, Charmanli, Swilengrad, Kardschali, Momtschilgrad, Smoljan

Tschirpan [tʃirˈpan] (bulgarisch Чирпан) ist eine Stadt in Zentralbulgarien im Herzen von Thrakien. Tschirpan ist das administrative Zentrum der Gemeinde Tschirpan.

## Lage
Tschirpan liegt an den südlichen Ausläufern der Erhebung Tschirpan-Höhen   (bulg. Чирпанските възвишения, 651 m).
In der Oblast Stara Sagora ist Tschirpan die drittgrößte Stadt nach Stara Sagora und Kasanlak. Tschirpan liegt 39 km südwestlich von Stara Sagora und 50 km östlich von Plowdiw. Der Bahnhof von Tschirpan liegt an der wichtigen Bahnlinie Plowdiw – Burgas.
Das Klima ist gemäßigt kontinental mit leichten Mittelmeereinflüssen. Die Niederschläge betragen ca. 700 mm im Jahr.

## Sehenswürdigkeiten
- das Museumshaus Pejo Jaworow (Пейо Яворов)
- die Galerie Nikola Manew (Никола Манев)
- das Kloster Sweti Atanasij (Свети Атанасий) im Dorf Slatna Liwada (Златна ливада)
- die archäologische Grabungsstätte Karasura (römische Wegestation, mittelalterliche Festung, nur noch Fundamente) in der Nähe des Dorfes Rupkite
- das historische Museum
- die Kirchen Sweta Bogorodiza (Света Богородица), Sweti Archangel Michail (Свети Архангел Михаил), Sweti Kiril i Metodij (Свети Свети Кирил и Методий) und Sweti Spas (Свети  Спас).

## Wirtschaft
Bis 1989 waren in Tschirpan besonders der Maschinenbau (hydraulische Systeme, Maschinen für die Nahrungsmittelindustrie), die Textilindustrie (Konfektionsbetrieb) und die Weinproduktion (Winprom – sehr große Sektproduktion) entwickelt.
Nach 1989 (dem Jahr der Wende in Bulgarien) verfiel die lokale Wirtschaft wegen Rohstoffmangel und Strukturproblemen. Gegenwärtig entwickelt sich die Kosmetikindustrie gut.

## Geschichte
Tschirpan ist Nachfolger der antiken römischen Siedlung Scherampol (bulg. Шерампол), die in der Nähe der römischen Wegstation Pizo (7 km außerhalb des heutigen Tschirpan) lag – bei dem Dorf Dimitriewo (bulg. Димитриево). Die heutige Stadt Tschirpan wurde Anfang des 15. Jahrhunderts gegründet.
Der Name Tschirpan stammt vom römischen Namen der Siedlung ab und ist mit der Quelle Tekir (Текир) verbunden, um die die Stadt entstanden ist.
Im 18. und 19. Jahrhundert, während der Periode der Bulgarischen Wiedergeburt hatte die Stadt ein gut entwickeltes Handwerk und Landwirtschaft.
Nach dem Russisch-Türkischen Krieg (1877–1878), der das Ende der osmanischen Herrschaft brachte, hatte die Stadt eine führende Rolle im Kampf um die Wiedervereinigung Gesamtbulgariens. Der Feiertag der Stadt (jährlich am 6. September) wird am Tag der Wiedervereinigung (Ден на Съединението) begangen.
Wegen des Wegfalls der Absatzmärkte im Osmanischen Reich verfiel nach 1878 das Handwerk in der Stadt. Dafür blühte der Weinanbau und die Weinproduktion auf.
Seit 2005 ist die Stadt Namensgeber für den Chirpan Peak, einen Berg auf der Livingston-Insel in der Antarktis.

## Kultur
Vom 13. bis zum 15. Januar finden die jährlichen Tage von Jaworow statt, die den Werken des berühmten Dichters gewidmet sind.
Am 6. September ist der jährliche Stadtfeiertag und die Herbstmesse.
Am 17. September finden die Feiertage des Künstlers Nikola Manew statt.

## Söhne und Töchter der Stadt
- Abdülkerim Nadir Pascha (1807–1883), osmanischer Marschall
- Georgi Dantschow – Zografina (1846–1908), Maler, Freund und Helfer von Wassil Lewski
- Stojan Saimow (1853–1932), bulgarischer Revolutionär, Freiheitskämpfer und Anführer des Aprilaufstandes (1876)
- Pejo Jaworow (1878–1914), bulgarischer Dichter und Revolutionskämpfer, Gründer des bulgarischen  Symbolismus
- Atanaska Todorova (1896–1979), Volkssängerin
- Iwan Dimow (1897–1965), Schauspieler und Darsteller in Theater, Film- und Fernsehen
- Pimen von Newrokop (1906–1999), hoher Geistlicher der orthodoxen Kirche, Metropolit
- Dimitar Danailow (1921–1992), bulgarischer Dichter, befreundet mit dem russischen Sänger Wladimir Wyssozki
- Nikola Manew (* 1940), bulgarischer Maler und Künstler, wohnhaft in Paris
- Iwan Kolew (* 1951), Ringer, Welt- und Europameister
- Mira Todorowa (* 1994), Volleyballspielerin